# Людвіг Вольф (хімік)
Людвіг Вольф (нім. Ludwig Wolff; нар. 27 вересня 1857 – пом. 24 лютого 1919), народився в Нойштадті у Пфальці, був німецьким хіміком.
Він вивчав хімію в Університеті Страсбурга, де отримав ступінь доктора філософії в 1882 р. Його вчитель — Вільгельм Рудольф Фіттіг. Він став професором з аналітичної хімії в Єнському університеті в 1891 р. і обіймав цю посаду до своєї смерті в 1919 р.
У 1911 р. він опублікував нову реакцію, тепер відому як відновлення за Кіжнером — Вольфом. Його ім'я також пов'язане з хімічною реакцією, відомою як перегрупування Вольфа (1912).